# Janek Wiśniewski
Janek Wiśniewski je fantazijsko ime, ki ga nosi osrednja oseba v poljski pesmi Balada o Janku Wiśniewskem (poljsko Ballada o Janku Wiśniewskim). S tem tipičnim poljskim imenom je avtor balade Krzysztof Dowgiałło označil resnično osebo, ki je padla v krvavi zadušitvi severnopoljskih delavskih demonstracij v pristaniški Gdynji 17. decembra 1970, znana pa je postala po tem, da so njeno truplo drugi protestniki na nosilih iz vrat nesli skozi koridorje policistov in tankov. Dejansko je bil ta oseba 18-letni pristaniški delavec Zbigniew Eugeniusz Godlewski iz bližnjega Elbląnga, česar pa pesnik v času pisanja ni vedel.
Ime se je razvilo v legendo v poznih sedemdesetih letih, ko sta pesem uglasbila Mieczysław Cholewa, pod naslovom Pesem o Janku iz Gdynie (poljsko Pieśń o Janku z Gdyni), ter Jacek Kaczmarski pod naslovom Balada o Janku Wiśniewskem (poljsko Ballada o Janku Wiśniewskim). Za prepoznavnost pa je bila pomembna tudi upodobitev te osebe v filmu o prelomnih ladjedelniških stavkah 1980. leta Človek iz železa, tokrat z imenom Mateusz Birkut.